# Бурре
Бурре (от фр. bourrée, от глагола фр. bourrer — делать неожиданные или резкие прыжки) — старинный французский народный и придворный танец в двухдольном (чаще на 4/4) или трёхдольном (чаще на 3/8) метре. Двухдольный метр более типичен для придворного бурре, трёхдольный — для народного (деревенского). Для бурре характерен острый, часто синкопированный, ритм, сближающий его с жигой.

## Исторический очерк
Бурре возникло около середины XV века в средней Франции (нагорная провинция Овернь и Верхняя Луара) и вскоре стало бытовать по все стране, не имея чёткой районной привязки. 
В XVII веке, с началом во Франции националистической моды на всё «французское», бурре проникло в обиход высших аристократических слоёв общества и стало придворным танцем. С этого времени оно приобрело более устойчивую, фиксированную для салонных и придворных балов форму. Придворное бурре — танец с характерным двухдольным размером (так называемый «alla breve»), энергичным темпом, чётким ритмом и чаще всего начинающийся с затакта в одну четверть. В середине XVII века бурре вошло в устойчивую форму инструментальной сюиты — в качестве предпоследней части, после сарабанды или паспье — и перед заключительной жигой. Георг Фридрих Гендель в Англии и Жан Батист Люлли во Франции одними из первых начали включать бурре в свои Большие оперы и балеты. Очень скоро это стало модным и традиционным. Самые передовые и одновременно официальные, придворные композиторы своего времени, Андре Кампра и Жан Филипп Рамо охотно включали бурре в качестве вставных танцев в свои сюиты и балетные дивертисменты Больших опер.
В первой половине XVIII века бурре стало одним из самых популярных европейских танцев. К нему обращались в своём творчестве немецкие и французские композиторы — Готлиб Муффат, Георг Фридрих Гендель, Иоганн Себастьян Бах (и его сыновья), Иоганн Фишер, Андре Кампра, Андре Кардиналь Детуш, Жан Филипп Рамо и другие.
После Великой Французской революции 1789 года и наполеоновских войн этот жанр вышел из моды и был надолго забыт, как и всё французское. Во времена классицизма и романтизма практически не использовался. Только к концу XIX века, во времена заката стиля романтизма, бурре эпизодически возвращается в академическую музыку (причём, в основном только французскую), как почвенный знак «старых добрых времён». Два наиболее известных образца бурре конца XIX века относятся к именам, буквально закрывающим стиль романтизма в музыке: это Камиль Сен-Санс, бурре которого является одной из частей «Овернской рапсодии» (по названию это рапсодия, но по форме фактически сюита в национально-романтическом духе) и Эмманюэль Шабрие, написавший отдельную оркестровую пьесу «Фантастическое бурре». В редких случаях, как знак особой эстетизации или художественной отсылки под эпоху галантный стиль (рококо) форма или даже только название этого танца употреблялась некоторыми композиторами XX века.

## Бурре как балетный термин
Бурре — специальный балетный термин, от фр. pas de bourree (бурре, па-де-бурре, от фр. глагола bourrer — набить, поколотить, надавать тумаков, пинков, толчков, а также — делать неожиданные скачки и повороты).
Этот жёстко фиксированный профессиональный балетный термин обозначает особые мелкие танцевальные шаги, или чеканно раздельные, или слитные, которые могут исполняться с переменой и без перемены ног, в любых направлениях или с поворотом. Термин употребляется и в сценическом смысле, как обозначение исполняемого артистом отдельного хореографического элемента, так и имеет значение отдельного школьного упражнения для балетных учеников, входящего в число ежедневных и основных.
Главная учебная форма этого движения (или упражнения) — простая, simple (en dehors или en dedans) — представляет собой перекрёстное переступание с ноги на ногу, с постепенным продвижением в сторону. Первые два шага исполняются на полупальцах или пальцах с переменой ног и опусканием на demi plie на третью долю музыки. Во время такого переступания работающая нога отчётливо поднимается sur le cou de pied. (см. на рисунке). Есть также и другие формы этого движения, в положение pas de dessus-dessus («на — и под»), и pas de Bourree suivi (непрерывное, связное па-де-бурре), которое отличается равномерными мелкими переступаниями в I или V позициях, например в такт музыкального размера «Лебедя» Сен-Санса. Pas de bourree suivi в форме Pas couru используется в качестве praparation к большим прыжкам, например Grand Jete, но отдельно это движение производит впечатление эффектных энергичных пробежек через всю сцену.